# Bielska Wyższa Szkoła im. Józefa Tyszkiewicza w Bielsku-Białej
Bielska Wyższa Szkoła im. J. Tyszkiewicza – utworzona w 1996 r. (z połączenia Bielskiej Szkoły Biznesu oraz Prywatnej Wyższej Szkoły Informatyki i Zarządzania im. J. Tyszkiewicza) uczelnia niepubliczna z siedzibą w Bielsku-Białej, prowadząca studia I stopnia na kierunkach: kosmetologia i architektura wnętrz. Jest wpisana do rejestru uczelni niepaństwowych pod numerem 94. Jej siedziba mieści się w budynku przy ul. Nadbrzeżnej 12.

## Historia
Uczelnia powstała 9 lipca 1996 roku z połączenia istniejącej od 1993 Bielskiej Wyższej Szkoły Biznesu oraz założonej w 1992 Prywatnej Wyższej Szkoły Informatyki i Zarządzania im. J. Tyszkiewicza. Początkowo nosiła ona nazwę Bielska Wyższa Szkoła Biznesu i Informatyki im. J. Tyszkiewicza i kształciła na dwóch kierunkach: informatyka oraz zarządzanie i marketing.
W 1997 BWS została współorganizatorem bielskich Targów Edukacyjnych. Rok później uzyskała przyznawaną przez SEM Forum akredytację „Znaku jakości” dla programu licencjackiego na kierunku zarządzanie i marketing. Uruchomiono wówczas także na kierunku informatyka specjalność inżynieria oprogramowania oraz podpisano umowy z Wyższą Szkołą Języków Obcych i Ekonomii w Częstochowie i Wyższą Szkołą Biznesu – National-Louis University w Nowym Sączu o wymianie studentów oraz drożności na studia magisterskie. Rok później podpisane zostały umowy o współpracy umożliwiającej wymianę doświadczeń, kadry i studentów z nowosądecką WSB-NLU i nieistniejącą już poznańską Wyższą Szkołą Sztuki Stosowanej.
W roku 2000 uczelnia uzyskała grant z Komitetu Badań Naukowych na organizację w Bielsku-Białej imprezy naukowej „Festiwal Nauki” prezentującej osiągnięcia naukowe i dydaktyczne placówek oświatowych, kulturalnych i szkolnictwa wyższego regionu. W tym samym czasie uczelnia stała się członkiem Business Centre Club oraz nawiązała kontakty z Uniwersytetem Walijskim, których celem ma być uzyskanie brytyjskiej akredytacji dla programów oferowanych przez BWS. W 2001 podpisano umowę z Cisco Networking Academy oraz firmami Microsoft i Novell, w celu „umożliwienia zdobycia przez studentów nowych umiejętności praktycznych potwierdzonych stosownymi międzynarodowymi certyfikatami” oraz otwarto Centrum Informatyki.
W roku 2002 Uniwersytet Walijski dokonał walidacji programów BWS. Uczelnia uzyskała uprawnienia do wydawania dyplomów brytyjskich z tytułami Bachelor of Arts (Honours) na zarządzaniu i marketingu, Bachelor of Science (Honours) na informatyce oraz Master of Arts w animacji komputerowej na dwuletnim programie studiów podyplomowych zainaugurowanych rok później. International Education Society przyznało jej wyższy stopień jakości A. W 2003 uczelnia została odznaczona „Medalem Europejskim” przyznawanym przez Urząd Integracji Europejskiej i Business Centre Club oraz „Złotą Odznaką” Regionalnego Śląskiego Klubu Biznesu za „ścisłą i owocną współpracę przy organizowaniu konferencji tematycznych dla firm regionalnych oraz promocję etycznych zachowań w środowisku lokalnych przedsiębiorców”.
W 2005 roku poszerzono listę specjalności na kierunku zarządzanie i marketing, przemianowanym w października 2006 na zarządzanie. W 2006 uruchomiono nowy kierunek studiów – architektura krajobrazu.
W 2007 zmieniono nazwę uczelni na obecną, Bielska Wyższa Szkoła im. J. Tyszkiewicza. Powodem tej decyzji była „coraz bogatsza oferta edukacyjna i otwieranie nowych kierunków”. Rok później uruchomiono kierunek architektura wnętrz, a w 2009 – kosmetologia. W roku 2008 zmianie uległa także siedziba uczelni – z budynku przy al. Armii Krajowej w dzielnicy Olszówka do budynku przy ul. Nadbrzeżnej w Śródmieściu.

## Kierunki nauczania
Obecnie (r. ak. 2025/26) uczelnia daje możliwość podjęcia studiów na dwóch kierunkach:
- Architektura wnętrz (licencjackie trzyipółletnie)
- Kosmetologia (licencjackie trzyletnie).